# Десятий сезон мультсеріалу «Дивакуваті родичі»
Дивакуваті родичі (сезон 10) почав виходити в США з 15 січня 2016 року .

## Виробництво
Nickelodeon оголосив про цей сезон 18 серпня 2015 року через прес-реліз. В підсумку були замовлені 20 серій.

## Серії

### Перша частина
| Номер в цілому | Номер в сезоні | Оригінальна назва               | Українська назва           | Показ в США                | Показ в Україні | Перегляди | Сюжет |
| 156 | 1              | The Big Fairy Share Scare       | Великий страшний поділ фей | 15 січня 2016              | TBA             | 1.20      |       |
| --- | -------------- | ------------------------------- | -------------------------- | -------------------------- | --------------- | --------- | ----- |
| В школі з'явилася нова учениця Хлоя Кармайкл. Виявилося, що Тіммі мусить тепер ділити з нею своїх фей.                                                             |                |                                 |                            |                            |                 |           |       |
| 157a | 2a             | Whittle Me This                 | Стругніть мені це          | 22 січня 2016              | TBA             | 1.23      |       |
| Коли Кітмен думає, що Тіммі був викраденний, він приймає Хлою за Котодівчину і включає в список її допомогу, щоб врятувати Тіммі.                                  |                |                                 |                            |                            |                 |           |       |
| 157b | 2b             | Mayor May Not                   | Мер не може                | 29 січня 2016              | TBA             | 1.13      |       |
| Тіммі побажав, щоб його батько став мером, але тепер він ризикує викриттю своїх фей.                                                                               |                |                                 |                            |                            |                 |           |       |
| 158a | 3a             | Girly Squirrley                 | Дівчинка-Білочка           | 5 лютого 2016              | TBA             | 1.30      |       |
| Хлоя приєднується до білячих бойскаутів і намагається врятувати їх загін і допомогти їм отримати перший значок.                                                    |                |                                 |                            |                            |                 |           |       |
| 158b | 3b             | Birthday Battle                 | Битва в День Народження    | 19 лютого 2016             | TBA             | 1.22      |       |
| Тіммі і Хлоя дізнаються, що їхні дні народження проходять в один день і тепер вони змагаються за те, чий день народження буде кращий.                              |                |                                 |                            |                            |                 |           |       |
| 159a | 4a             | The Fair Bears                  | Дивакуваті ведмедики       | 26 лютого 2016             | TBA             | 1.27      |       |
| Хлоя бажає, щоб її улюблені персонажі мультфільмів ожили, але вони промивають мізки для Тіммі і Ванди.                                                             |                |                                 |                            |                            |                 |           |       |
| 159b | 4b             | Return of the L.O.S.E.R.S.      | Повернення Н.Е.В.Д.А.Х.    | 2017                       | TBA             | TBD       |       |
| Вороги Тіммі дізнаються, що без своїх фей він безпорадний і вирішили скористатися цим, а тим часом за Тіммі доглядає Хлоя.                                         |                |                                 |                            |                            |                 |           |       |
| 160a | 5a             | A Sash and a Rash               | Хворобні хвилювання        | 12 вересня 2016            | TBA             | 1.46      |       |
| Хлоя думає, що через стрес у неї з'явився висип і покидає всі свої справи, щоб не хвилюватися взагалі.                                                             |                |                                 |                            |                            |                 |           |       |
| 160b | 5b             | Fish Out of Water               | Рибка поза водою           | 12 вересня 2016            | TBA             | 1.46      |       |
| Тато Тіммі хоче зловити гігантську рибу, щоб виграти трофей, а Хлоя бажає, щоб риба могла помститися.                                                              |                |                                 |                            |                            |                 |           |       |
| 161a | 6a             | Animal Crockers                 | Тварина Крокер             | 14 вересня 2016            | TBA             | 1.36      |       |
| Хлоя хоче врятувати від вимирання тварин, що дуже схожі на містера Крокера.                                                                                        |                |                                 |                            |                            |                 |           |       |
| 161b | 6b             | One Flu Over the Crocker's Nest | Хвороба Крокера            | 14 вересня 2016            | TBA             | 1.36      |       |
| Тіммі, Хлоя і їх феї намагаються знищити бактерії Чарівного Грипу, яким Космо заразив Крокера.                                                                     |                |                                 |                            |                            |                 |           |       |
| 162 | 7              | Boody Trapped                   | Пастка туриста             | 16 вересня 2016            | TBA             | 1.60      |       |
| Космо і Ванда ночують в вигляді олушів у Хлої і побачивши їх в себе вдома батьки Хлої вирішили повернути птахів в тропічні ліси, а Тіммі і Хлоя ідуть їх рятувати. |                |                                 |                            |                            |                 |           |       |
| 163a | 8a             | Blue Angel                      | Блакитний ангел            | 13 вересня 2016            | TBA             | 1.39      |       |
| Досконалість Хлої виснажує Велику Античарівну Паличку і Фуп маскується, як дівчинка, щоб спробувати зламати Хлою.                                                  |                |                                 |                            |                            |                 |           |       |
| 163b | 8b             | Marked Man                      | Позаземна людина           | 13 вересня 2016            | TBA             | 1.39      |       |
| Тіммі показує Хлої Марка Чанга, щоб довести, що інопланетяни існують.                                                                                              |                |                                 |                            |                            |                 |           |       |
| 164a | 9a             | Clark Laser                     | Охоронець Дарк Лазер       | 15 вересня 2016            | TBA             | 1.55      |       |
| Тіммі і Хлоя рятують улюблену дворняжку Дарка — Фліпсі і, як подяка, він став їх охоронцем.                                                                        |                |                                 |                            |                            |                 |           |       |
| 164b | 9b             | Married to the Mom              | Життя з матір'ю            | 15 вересня 2016            | TBA             | 1.55      |       |
| Тіммі і Хлоя шукають подружку для містера Крокера, щоб він не був у поганому настрої.                                                                              |                |                                 |                            |                            |                 |           |       |
| 165a | 10a            | Which Is Wish                   | Що побажаєте?              | 2017                       | TBA             | TBD       |       |
| Тіммі і Хлоя міняються місцями, але коли Космо втрачає палички, вони ризикують застрягнути тілами назавжди.                                                        |                |                                 |                            |                            |                 |           |       |
| 165b | 10b            | Nuts Dangerous                  | Особливо небезпечний       | 22 лютого 2017 (Nicktoons) | TBA             | N/A       |       |
| Тато знімає фільм на кінофестиваль для зближення з Тіммі з його участю і Кітмена. Згодом, через Кітмена Тіммі втраплює в небезпеку.                                |                |                                 |                            |                            |                 |           |       |

### Друга частина
| 166a | 11a | Fairy Con                             | Дивно-кон                                  | 2017                       | TBA | TBD  |
| --- | --- | ------------------------------------- | ------------------------------------------ | -------------------------- | --- | ---- |
| Містер Крокер створює клонів Космо і Ванди, щоб піти на конвенцію фей і викрасти їх магію.                                |     |                                       |                                            |                            |     |      |
| 166b | 11b | The Hungry Games                      | Голодні ігри                               | 2017                       | TBA | TBD  |
| Тіммі бажає, щоб Хлоя змогла пережити свій улюблений антиутопічний фільм, але згодом шкодує, коли всі голодують.          |     |                                       |                                            |                            |     |      |
| 167a | 12a | Spring Break-Up                       | Весняний розпад                            | 1 лютого 2017 (Nicktoons)  | TBA | 0.21 |
| Тіммі і Хлоя бажають, щоб їх сім'ї відправились в похід разом і між їх батьками трапляється ворожнеча.                    |     |                                       |                                            |                            |     |      |
| 167b | 12b | Dimmsdale Daze                        | Карнавал подиву                            | 2017                       | TBA | TBD  |
| Хлоя хоче стати матір'ю, щоб можна було з Тіммі піти на карнавал.                                                         |     |                                       |                                            |                            |     |      |
| 168a | 13a | Cat-N-Mouse                           | Коти і миші                                | 22 лютого 2017 (Nicktoons) | TBA | TBD  |
| Тіммі і Хлоя допомагають сумуючому Кітмену, довести його дівчині, що він — справжній супергерой.                          |     |                                       |                                            |                            |     |      |
| 168b | 13b | Chip Off The Old Crock                | Вчення старого Крокера                     | 2017                       | TBA | TBD  |
| Містер Крокер вчить свого племінника Кевіна Крокера, як стати справжнім мисливцем на фей.                                 |     |                                       |                                            |                            |     |      |
| 169a | 14a | Space Ca Dad                          | Космо ка-дети                              | 2017                       | TBA | TBD  |
| Щоб заробити вище звання, білко-скаути летять в космос встановити свій прапор.                                            |     |                                       |                                            |                            |     |      |
| 169b | 14b | Summer Bummer                         | Нуднувате літо                             | 2017                       | TBA | TBD  |
| Хлоя проводячи літні канікули, учиться, але її внутрішня Хлоя з цим не згодна і змушує бажати уві сні божевільні бажання. |     |                                       |                                            |                            |     |      |
| 170a | 15a | Hare Raiser                           | Кролик ураган                              | 2017                       | TBA | TBD  |
| Не дивлячись на попередження, Хлоя хоче випусти небезпечного зайця класу.                                                 |     |                                       |                                            |                            |     |      |
| 170b | 15b | The Kale Patch Caper                  | Колекція із овочів                         | 2017                       | TBA | TBD  |
| Хлоя показує Тіммі свою колекцію овочів і каже йому про план купити рідкісну, але тато Тіммі купує цей овоч першим.       |     |                                       |                                            |                            |     |      |
| 171a | 16a | Dadlantis                             | Татлантис                                  | 8 лютого 2017 (Nicktoons)  | TBA | TBD  |
| TBA |     |                                       |                                            |                            |     |      |
| 171b | 16b | Chloe Rules                           | Правило Хлої                               | 15 лютого 2017 (Nicktoons) | TBA | TBD  |
| TBA |     |                                       |                                            |                            |     |      |
| 172a | 17a | Crockin' The House                    | Крокернутий дім                            | 25 січня 2017 (Nicktoons)  | TBA | 0.17 |
| TBA |     |                                       |                                            |                            |     |      |
| 172b | 17b | Tardy Sauce                           | TBA                                        | 15 лютого 2017 (Nicktoons) | TBA | TBD  |
| TBA |     |                                       |                                            |                            |     |      |
| 173a | 18a | Knitwits                              | TBA                                        | 8 лютого 2017 (Nicktoons)  | TBA | TBD  |
| TBA |     |                                       |                                            |                            |     |      |
| 173b | 18b | Dimmsdale's Got Talent                | Діммсдейл шукає талант                     | 2017                       | TBA | TBD  |
| TBA |     |                                       |                                            |                            |     |      |
| 174 | 19  | Certifiable Super Sitter              | Сертифікована супер-няня                   | 18 січня 2017 (Nicktoons)  | TBA | 0.23 |
| TBA |     |                                       |                                            |                            |     |      |
| 175a | 20a | Goldi-Crocks and the Three Fair Bears | Золотий Крокер і три дивакуватих ведмедики | 2017                       | TBA | TBD  |
| TBA |     |                                       |                                            |                            |     |      |
| 175b | 20b | Fancy Schmancy                        | TBA                                        | 1 лютого 2017 (Nicktoons)  | TBA | 0.21 |
| TBA |     |                                       |                                            |                            |     |      |